# Niklas Luhmann
Pour les articles homonymes, voir Luhmann.
Niklas Luhmann, né le 8 décembre 1927 à Lunebourg et mort le 6 novembre 1998 à Oerlinghausen aux environs de Bielefeld, est un sociologue allemand spécialiste de l’administration et des systèmes sociaux.
Fondateur de la théorie des systèmes sociaux « Soziologische Systemtheorie », il est couramment considéré comme le sociologue allemand le plus important de la seconde moitié du XXe siècle. Sa théorie des systèmes sociaux s’appuie sur une approche transdisciplinaire du social qui l’amène à produire une analyse qui englobe de multiples approches : philosophique, linguistique, littéraire, juridique, économique, biologique, théologique ou pédagogique. La fin de sa vie sera notamment consacrée à l’analyse des phénomènes médiatiques.

## Biographie
Le père de Luhmann était brasseur. Niklas Luhmann devient en 1944 membre du parti national-socialiste . Après des études de droit à Fribourg (1946-1949), il fit un stage pratique à Lunebourg (jusqu'en 1953). Il fut alors fonctionnaire au tribunal de Lunebourg et ensuite, en 1955, au ministère de la Culture de Hanovre. En 1960-1961, il fit un séjour d’étude à l’université Harvard auprès de Talcott Parsons. Il devient ensuite enseignant dans diverses institutions allemandes d’enseignement supérieur (à Spire puis à Dortmund). Il obtient son doctorat en 1964 à l’université de Münster, et cinq mois plus tard son habilitation. Il devient en 1968 professeur à l’université de Bielefeld, jusqu’à sa retraite en 1993.

## Travaux
Luhmann est considéré comme l'un des représentants les plus influents du fonctionnalisme, lequel a été particulièrement critiqué par Jürgen Habermas qui lui a opposé sa théorie de l'agir communicationnel.
L'œuvre de Luhmann est abondante. Elle compte plus de 70 livres et près de 400 articles scientifiques abordant les sujets les plus variés, notamment le droit, l'économie, la politique, l'art, la religion, l'écologie, les mass-médias et l'amour. Néanmoins, les théories de Luhmann ont peu marqué la sociologie française et américaine. Elles sont essentiellement connues en Allemagne où elles sont très populaires; leur réception fut aussi assez importante au Japon et en Europe de l'Est en y incluant la Russie. Ailleurs, leur mauvaise réception s'explique partiellement par le fait que la traduction de l'œuvre de Luhmann est une tâche plutôt difficile, dans la mesure où sa lecture représente un défi de taille même pour les sociologues allemands. Aussi, la théorie de Niklas Luhmann est parfois dénigrée par les anglophones pour sa complexité et son "hyper-abstraction", tandis qu'elle a eu une influence plus durable sur les universitaires des pays germanophones, mais aussi en Scandinavie et en Italie.
Luhmann lui-même qualifiait sa théorie de «théorie labyrinthique ou non-linéaire». Il revendique avoir délibérément gardé sa prose énigmatique pour la prévenir des compréhensions trop rapides et par tant réductrices.
Niklas Luhmann est probablement mieux connu en Amérique du Nord pour son débat l'opposant au « théoriste critique » Jürgen Habermas. Cette confrontation tient au fait que Luhmann rejette le concept d'action individuelle et s'intéresse à la nature complexe des sociétés modernes en insistant sur le rôle des institutions qui gèrent et mettent en ordre cette complexité. Cet aspect de la théorie de Luhmann a souvent été rapproché du conservatisme de son maître Schelsky qui accordait une attention particulière au rôle des institutions dans l'organisation et le maintien de l'ordre social.
Si Luhmann et Habermas s'intéressent tous deux au phénomène de la communication, le premier l'envisage selon ses fonctions au sein du système, alors que le second y voit la possibilité d'une éthique de la discussion visant à renforcer l'intersubjectivité des sujets sociaux.
Luhmann reste toutefois attaché à la théorie bien plus qu'aux analyses empiriques, ayant pour principe que si les sociétés sont complexes, elles demandent de la part du sociologue l'élaboration de concepts non moins complexes pour en rendre compte adéquatement. C'est dans cette perspective qu'il produit une œuvre monumentale, passant en revue toutes les institutions sociales à travers la notion de complexité et d'autopoïèse (les systèmes sociaux s'engendrant eux-mêmes).
Sur le potentiel de la théorie des systèmes sociaux, à l'instar de son mentor Talcott Parsons, Luhmann était un grand défenseur des méta-théories[Quoi ?]. Il est proche par là de thèse de la théorie de la complexité. Il cherche à traiter n'importe quel aspect de la vie sociale dans un cadre théorique universel.
Finalement, l'une des contributions les plus influentes de Luhmann porte sur la sociologie du droit et les socio-legal studies, notamment lorsqu’il aborde les mécanismes internes du système légal et de sa théorie des systèmes autopoïétiques.
Il est également connu pour avoir fait un des plus imposants classements de type Zettelkasten, en utilisant et reliant 90 000 fiches suivant ce système de classement et organisation de la connaissance.

## Théorie des systèmes
« Luhmann utilise et distingue trois grands types de systèmes : le système vivant, le système psychique, le système social. Le premier se reproduit au moyen de la vie, le deuxième au moyen de la conscience, le troisième au moyen de la communication ». Le plus clair de son travail porte néanmoins sur des systèmes sociaux.
La théorie des systèmes sociaux de Niklas Luhmann prend comme point d’entrée la communication. Ainsi, la communication est l'élément constitutif des systèmes sociaux. La société « […] signifie [rien de moins] que tout contact social sera conçu comme un système, y compris la société elle-même en tant que totalité de la prise en compte de tous les contacts possibles ». Luhmann était l'un des premiers a considérer la société globalisée. En ce sens, il considérait le système social comme étant international et mondialisé.
Pour Luhmann, à chaque système, correspond un environnement. L’un et l’autre ne sont ni en opposition ni en relation d’entraide, puisque l’environnement est par essence neutre; il n'est pas porteur d’intention. L’un et l’autre sont cependant dépendant l’un de l’autre. Le système ne peut exister sans environnement. Il va chercher son information dans l’environnement. Un système est défini par sa frontière le séparant de son environnement, puisque ce dernier est conçu par Luhmann comme chaotique, infiniment complexe et sans limite claire. Cette frontière est créée par la différence de complexité entre le système et son environnement. Ainsi, à l'intérieur du système se crée une zone de réduction de la complexité dans la mesure où les processus internes au système sélectionnent une quantité d'information limitée dans l'environnement pour l'ordonner. Sans cette frontière, le système perdrait sa structure, noyé dans la complexité infinie de son environnement. Grâce à la frontière et aux opérations internes du système, le système et les sous-systèmes qui le composent acquièrent la fonction de distinction. Celle-ci renvoie à la manière dont les systèmes sociaux se différencient, se définissent et se maintiennent en créant des frontières et en établissant des différences entre divers éléments et domaines. La complexité du modèle théorique luhmannien augmente rapidement considérant l'existence de sous-systèmes; ceux-ci sont sujets aux mêmes règles de tous autres systèmes. Les sous-systèmes sociaux correspondent aux sphères d'activités selon Max Weber: système juridique, système économique, système artistique, système religieux, système politique, système éducatif, système scientifique, etc.
À l’intérieur de tous systèmes, il y a ce qu’on appelle des éléments et leurs relations entre eux; « [u]n élément est […] ce qui, pour un système, fonctionne à titre d’unité qui n’est plus réductible », donc un élément dans un système social pourrait être une interaction entre personnes. Pour le système, un ensemble de relations entre éléments représente l’opération de base de celui-ci. Ces opérations de base apportent au système social la capacité d’analyser l’information récoltée dans son environnement.
Chaque système a une identité distincte qui est constamment reproduite dans sa communication. Si un système échoue à maintenir son identité, la frontière est fragilisée, ce qui menacerait l'existence du système. Luhmann nomme ce processus de reproduction à partir d'éléments préalablement filtrés de l'environnement : autopoïèse; terme emprunté à la biologie cognitive relative aux travaux d'Humberto Maturana et Francisco Varela.
Les systèmes sociaux sont de manière opératoire clos sur eux-mêmes, alors même qu'ils utilisent et dépendent des ressources provenant de leur environnement.(il s’agit de systèmes ouverts). C'est en décrivant les systèmes sociaux comme étant de manière fonctionnelle des réseaux clos de communication que Luhmann ignore le fait que la communication présuppose un interlocuteur humain. (Pour Luhmann, il n'y a pas d'individu dans la société. La société n'est faite que de communication. Et seule la communication communique.) L'autopoïèse (de Maturana) s'applique seulement à des réseaux de processus qui se reproduisent eux-mêmes, mais la communication est reproduite par l'humain. C'est une critique faite à Luhmann qui considère la société comme un réseau de communication sans individus.
Niklas Luhmann compare le fonctionnement de l'autopoïèse (le processus par lequel les systèmes sociaux se maintiennent par le filtrage et le traitement de l'information provenant de leur environnement) à un programme faisant une série de distinctions logiques (en allemand Unterscheidungen). Pour ceci, Luhmann se réfère à la logique de la distinction du mathématicien britannique George Spencer-Brown que Maturana et Varela ont très tôt identifié comme un modèle pour le fonctionnement de n'importe quel processus cognitif. Le critère suprême guidant l'auto-création de n'importe quel système donné est un code binaire défini. Le code binaire d'un système n'est pas à confondre avec le système numérique binaire utilisé pour les ordinateurs. Luhmann suppose que les systèmes auto-référentiels (dans le processus d'autopoïèse) sont continuellement confrontés à un dilemme de désintégration/continuation. Ce dilemme est dirigé par une suite en perpétuel changement de choix possibles; chacun de ces choix possibles peut être sélectionné par le système ou non (l'état binaire équivaut à la dichotomie sélection/rejet. Chaque système à un code dichotomique qui lui est propre. Par exemple, le code binaire du système juridique est: légal/illégal). L'influence de Laws of form (en) sur Luhmann peut difficilement être surestimé.

### Sens(meaning)comme concept de base pour la sociologie
Il existe une infinité de possibilités, beaucoup trop pour être présentées à la conscience. Le monde (ou l'environnement dans le vocabulaire de Luhmann) ne contient pas seulement une infinité d'informations, mais celle-ci est de plus infiniment complexe. Pour se l'imager, on peut penser à l'univers qui est infiniment grand (représente la quantité infini d'information) et est composé d’éléments infiniment petits avec les atomes (représente la complexité infini de chaque partie). Sans des stratégies pour filtrer l'information, notre conscience ne pourrait nous permettre d’agir face à cette complexité. De fait, face à cet environnement complexe, Luhmann parle de contingence pour exprimer le fait que notre premier filtre permettrait de «faire sens» de l'environnement. Cette contingence va de pair avec l'existence du système. L’un et l’autre sont interdépendants : « [...] being-possible-only-together. » Le sens représente donc la relation entre le système et son environnement; le sens s’intéresse à la manière dont l’expérience est organisée et renvoie d’une part à un possible extérieur, d’autre part à un possible futur.
Dit autrement, selon Luhmann, face à l'infinité des interprétations possibles de son environnement, un choix doit être fait par le système pour exister et s’orienter et tous les choix possibles comportent chacun des risques qui lui sont propres. Pour Luhmann, ceci révèle que la conscience ressort non pas de la somme des expériences, mais plutôt du processus de sélection. Le risque associé au processus de sélection de la conscience donne sens au choix. Toujours face à l’infini menaçant la conscience, il doit y avoir une gestion, une sélection des possibles et cela est faite grâce à une variété de fonctions, de mécanismes ou d'habilités.
D’une part, la conscience utilise l’habileté de négation. À chaque fois qu'une possibilité est choisie, la conscience se doit, par la même occasion, d’en rejeter une infinité qui restent en suspens. L’infini n’est pas réductible, donc les possibilités non sélectionnées restent toujours accessibles, restent préservées pour être, le cas échéant, utilisées à un autre moment. La préservation des possibles sur la base de la négation se fait aussi sur la base du sens qu’il présentait. La communication dans les systèmes sociaux représente la socialisation du risque par le partage du sens interne à l’expérience; le langage est une forme plus complexe de communication qui libère le meaning de son contexte immédiat.
D’autre part, il faut faire la différence entre sens et information. Le sens est le moment instantané où une possibilité choisie s'actualise en expérience ; l’information est construite grâce à l’interprétation de l’expérience accumulée et tente de planifier les futures sélections de possibilités. En retour, la planification des possibilités futures structure l’expérience, à savoir si les attentes investies dans ces possibilités futures se sont concrétisées ou pas.
L’expérience étant planifiée et la communication étant la socialisation du risque, elles finissent toutes deux par être surinterprétées au point qu’elles sont normalisées.
Non seulement la conscience se doit de procéder à une sélection, l’environnement se doit aussi d’être ordonné de manière qu’il soit rapide à la conscience de choisir une possibilité, voire que les possibilités y soient suggérées. Pour ce faire, il y a l’identification regroupant des possibilités qui se ressemblent sous trois dimensions : matérielle, sociale et temporelle.
- La dimension matérielle est un ensemble de préconceptions déjà établies qui régulent les possibilités ; celles-ci doivent être supportées par les deux autres dimensions[13].
- La dimension sociale est la capacité de la conscience à créer un alter ego pour prendre sa place et ainsi acquérir l'autoréférencialité. Cette dimension est très importante dans les systèmes sociaux, puisqu'elle représente la double contingence des attentes. En d'autres mots, elles permet à une personne de non seulement se mettre à la place de quelqu'un d'autre, mais aussi d'avoir une autoréflexivité sur les attentes des attentes.
- La dimension temporelle est la planification dans le présent des buts futurs. De plus, celle-ci rend obsolètes des possibilités restées en suspens.

Les différentes dimensions peuvent être abordées séparément, mais les relations qu'elles entretiennent entre elles sont importantes aussi. Ces relations servent à limiter encore l'infinité des possibilités se présentant à la conscience.
La certitude d’une possibilité ne se fait que dans le présent. Un système peut planifier pour tenter de prévoir les possibilités futures et même apprendre à mieux le faire, mais c’est seulement dans le présent que la possibilité s’actualise en expérience concrète. De fait, la confirmation d’une possibilité se fait toujours sur la base de la surprise. Il s'agit d'une contingence dans la relation entre le temps et le monde matériel.
Dans le contexte social, il s’agit d’une double contingence, puisque les attentes sont doubles : les miennes et celles des autres. Les risques sont diminués en assumant des normes, des conventions qui gèrent les relations sociales. De fait, les normes représentent des attentes contractualisées. Cela inclut des conventions sur la manière de procéder dans les relations sociales. La relation entre la dimension sociale et la dimension du temps est simple dans la mesure où elle exige une relation dans un même moment.  
- plus les systèmes évoluent, plus la complexité augmente et la nécessité de contingence avec...
- la forme et le contenu d’une possibilité servent aussi à orienter les attentes face à l’infinité des possibilités...
- tout ce contrôle des possibilités nous amène à parler de l’existence d’une barrière qui existe entre le système et son environnement... cette barrière prend la forme d’une différente complexité... cependant, pour que le système ne soit pas statique, la barrière se doit aussi de laisser passer des mécanismes pour aller chercher de l’information dans l’environnement... ceci peut représenter un danger pour le système... pour cette raison, tout système possède une sorte d'immunisation symbolique qui maintient la barrière grâce aux principes de négation (p. 53)...

### Ouvrages traduits en français
- Amour comme passion : De la codification de l'intimité [« Liebe als Passion »], Aubier, 1992, 300 p. (ISBN 978-2-7007-3411-9)
- Politique et complexité : Les contributions de la théorie générale des systèmes, Cerf, 1999, 182 p. (ISBN 978-2-204-06205-3)
- La Confiance : Un mécanisme de réduction de la complexité sociale [« Vertrauen: ein Mechanismus der Reduktion sozialer Komplexität »], Economica, 2006, 123 p. (ISBN 978-2-7178-5166-3)
- La Légitimation par la procédure [« Legitimation durch Verfahren »], Presses de l'Université Laval, 2007, 247 p. (ISBN 978-2-7637-7739-9, lire en ligne)
- Le Pouvoir [« Macht »], Presses de l'Université Laval, 2010, 254 p. (ISBN 978-2-7637-9078-7)
- Systèmes sociaux : Esquisse d'une théorie générale [« Soziale Systeme »], trad. Sosoe K. Lukas, Québec, Presses de l'Université Laval, 2011, 570 p. (ISBN 978-2-7637-9030-5)
- La Réalité des médias de masse [« Die Realität der Massenmedien »], Diaphanes, 2013, 200 p. (ISBN 978-2-88928-000-1)
- Le Droit de la société [Das Recht der Gesellschaft], Presses Universitaires de Laval, 2019, 486 p.  (ISBN 978-2763732701)
- La Société de la société [Die Gesellschaft der Gesellschaft], trad. Flavien Le Bouter, Exils, 2021, 778 p.,  (ISBN 978-2914823142)

### Ouvrages en allemand
- Funktionen und Folgen formaler Organisationen (1964)
- Grundrechte als Institution (1965),
- Zweckbegriff und Systemrationalität (1968)
- Vertrauen - ein Mechanismus der Reduktion sozialer Komplexität (1968)
- Zweckbegriff und Systemrationalität (1968)
- Legitimation durch Verfahren (1969),
- Soziologische Aufklärung, 6 vol. (1970-)
- Politische Planung (1972)
- Macht (1975)
- Funktion der Religion (1977)
- Rechtssoziologie (1980)
- Gesellschaftsstruktur und Semantik, 4 vol. (1980-)
- Liebe als Passion (1982)
- Soziale Systeme (1984)
- Ökologische Kommunikation (1986)
- Die Wirtschaft der Gesellschaft (1988)
- Die Wissenschaft der Gesellschaft (1990)
- Soziologie des Risikos (1991)
- (avec Raffaele De Giorgi), Teoria della società (1992)
- Beobachtungen der Moderne (1992)
- (de) André Kieserling, Luhmann: Kommunikation mit Zettelkästen. Ein Erfahrungsbericht, Universität als Milieu. Kleine Schriften, Haux, Bielefeld, 1992 (ISBN 3-925471-13-8)
- Das Recht der Gesellschaft (1993)
- Die Kunst der Gesellschaft (1995)
- Die Realität der Massenmedien (1996)
- Die Gesellschaft der Gesellschaft (1997)
- Die Politik der Gesellschaft (2000)
- Organisation und Entscheidung (2000)
- Die Religion der Gesellschaft (2000)
- Das Erziehungssystem der Gesellschaft (2002)
- Einführung in die Systemtheorie (2002)
- Einführung in die Theorie der Gesellschaft (2005)

### Ouvrages en français sur Luhmann
- Estelle Ferrarese, Niklas Luhmann, une introduction, Agora Pocket, Paris, 2007
- Hugues Rabault, Un monde sans réalité ? : en compagnie de Niklas Luhmann : épistémologie, politique et droit, Québec, Presses de l'Université Laval, 2012